# Francois-Antoine Girolami
Pour les articles homonymes, voir Girolami.
François-Antoine Girolami, né le 3 juin 1839 à Évisa (Corse), mort le 18 mai 1919 à Bastia, a mené une carrière ecclésiastique et littéraire. Ses principales publications littéraires et historiques furent concentrées sur la période 1886-1910. 
Il a fréquemment utilisé le patronyme Girolami-Cortona : ses aïeux originaires de Giocatojo résidaient, jusqu'à la fin du XVIIIe siècle, dans une ancienne habitation de la famille Cortona (Cortinchi). La parenté entre les familles Girolami et Cortona n'est, à ce jour, légitimée par aucun document original. 
Le patronyme "Girolami-Cortona" n'a été identifié en Corse dans aucun document antérieur aux années 1880, y compris dans les archives familiales de l'auteur. Aucune parenté n'a été constatée entre la branche Girolami de Giocatojo / Evisa et celles de Morosaglia.  
Il a présidé la Société des Sciences Historiques et Naturelles de la Corse de 1918 à 1919.

## Carrière ecclésiastique
Il suit  d'abord les cours du Petit séminaire de Vico de 1853 à 1858 et achève ses études au Grand séminaire d'Ajaccio de 1859 à 1862. Il est  ordonné prêtre à 33 ans et nommé vicaire à Évisa, le 16 février 1863, puis curé de différents villages corses : Letia  le 1er mars 1867, Appietto le 1er octobre 1879, Évisa le 1er mars 1902.

## Ouvrages historiques, géographiques et littéraires
- 1886 : Artilia da Gozzi (roman historique écrit en italien - éditeur AF Leca ).
- 1888 : Virginia da Ajaccio (roman historique écrit en italien - éditeur B.Robaglia).
- 1893 : Géographie générale de la Corse (adopté par  le Conseil  Académique Départemental comme livre classique et qui lui a  valu la décoration  d'Officier d'Académie, le 12 janvier 1895, rééditée en 1914 (Librairie Piaggi à Bastia).
- 1897 : Chronologie  ou Résumé de l'Histoire de la Corse, à l'usage des écoles (Imprimerie Ajaccienne), réédité en 1898 (Imprimerie Georges Ferrier & Cie).
- 1906 : Histoire de la Corse (Imprimerie Biaggi), rééditée en 1971 (Librairie Marseillaise).
- 1909 : l’Histoire merveilleuse  d'une  si jolie petite ville de l’île de Corse, ou deux drames, Canevalandro et Mannone (Imprimerie Ollagnier à Bastia).

## Notices généalogiques
- 1892 : Notice historique et généalogique sur la famille de Cortona (opuscule de 16 pages) Imprimerie J.Pompeani à Ajaccio,
- 1895 : Notice sur la famille Luciani
- 1898 : Notice sur la famille Ceccaldi (8  pages) Imprimerie Georges Ferrier & Cie.

## Ouvrages biographiques
- 1910 : Jh. Marie Colonna d'Ornano (Père Ignace-Fidèle, de l'Ordre des Capucins), Imprimerie Piaggi à Bastia.
- 1911 : Père Guillaume Savelli de Speloncato (Évêque de Sagone), Imprimerie Joseph Santi à Bastia.

## Chroniqueur dans différents journaux insulaires
- Le Conservateur 31/05/1888 : "Napoleone all’isola d’Elba",
- La République des 31/05 et 09/07 1899 : au sujet de la nomination du nouvel évêque d'Ajaccio,
- La république du 12/12/1899 : "L’évèque d’ajaccio", nomination de M.Olivieri,
- Le Moniteur de la Corse du 13/04/1890 : "L'anthracite d'Osani",
- Le Petit Bastiais du 15/08/1894 : Critique d'art concernant le peintre Novellini,
- Le Conservateur de la Corse du 10/03/1887 : La situation en Italie,
- La République du 24/03/1899 : France et Italie,
- Le petit Bastiais du 21/03/1916 "Benedetti Ventura dit Venturone"
- A Tramuntana en 1910 : différents articles "Corsica Sguardo Generale", "Carattere nazionale dei Corsi", "Cronaca Bastiese",

## Distinctions et décorations honorifiques
- Officier d'Académie (1895),
- Membre de l'Association des Chevaliers Pontificaux[1] avec la croix Pro Deo et Pontife (1897),
- Chevalier de l'Ordre de Saint Jean-Baptiste, section espagnole des Chevaliers de Malte (1901)